# ディラン・シース
- ディラン・シーズ

ディラン・エドワード・シース（Dylan Edward Cease, 英語発音: /ˈdɪlən ˈsiːs/; 1995年12月28日 - ）は、アメリカ合衆国ジョージア州フルトン郡ミルトン出身のプロ野球選手（投手）。右投右打。MLBのサンディエゴ・パドレス所属。

## 経歴

### プロ入りとカブス傘下時代
2014年のMLBドラフト6巡目（全体169位）でシカゴ・カブスから指名されプロ入り。契約直後、トミー・ジョン手術を受けた。

### ホワイトソックス時代
2017年7月13日にホセ・キンタナとのトレードで、エロイ・ヒメネス、他2名のマイナー選手と共にシカゴ・ホワイトソックスへ移籍した。
2018年はオールスター・フューチャーズゲームに出場。A+級ウィンストン・セイラム・ダッシュとAA級バーミングハム・バロンズでの23試合の先発登板で12勝2敗、防御率2.40を記録した。「MLB Pipeline」による2018年シーズンの最優秀投手にも選出された。オフの11月20日にはルール・ファイブ・ドラフトでの流出を防ぐために40人枠入りした。
2019年は開幕をAAA級シャーロット・ナイツで迎えた。7月3日にメジャー初昇格を果たした。同日のデトロイト・タイガース戦にて先発でメジャーデビューすると、5回3失点の投球でMLB初勝利を挙げた。
2021年5月4日のレッズ戦でMLB初安打を記録した。
2022年は、5月29日のシカゴ・カブス戦から8月11日のカンザスシティ・ロイヤルズ戦まで「先発14試合連続自責点1以下」を達成し、MLB史上最長記録を樹立した。オフの11月16日、ア・リーグのサイ・ヤング賞投票結果が発表され第2位に選出された。12月5日には自身初となるセカンドチームの先発投手の1人としてオールMLBチームに選出された。

### パドレス時代
2024年3月13日にスティーブン・ウィルソン、ドリュー・ソープ、サミュエル・ザバラ、ハイロ・イリアルテとのトレードで、サンディエゴ・パドレスへ移籍した。3月20日に開幕戦となるソウルシリーズのロースターには入らないことが発表された。7月25日の対ワシントン・ナショナルズ戦では、 9回を114球で無安打無失点、9奪三振（3四球）の快投で、球団史上2度目となるノーヒットノーランを達成した。この年は33試合に先発登板して189回1/3を投げ、14勝11敗、防御率3.47、224奪三振を記録した。サイ・ヤング賞投票では4位に入り、2度目となるオールMLBチームのセカンドチームに選出された。
2025年3月27日に開幕ロースター入りした。

## 選手としての特徴
| 球種           | 割合 | 平均球速 | 平均球速 | 最高球速 | 最高球速 |
| 球種           | %    | mph      | km/h     | mph      | km/h     |
| -------------- | ---- | -------- | -------- | -------- | -------- |
| スライダー     | 42.9 | 87.4     | 140.7    |          |          |
| フォーシーム   | 39.8 | 96.8     | 155.8    | 99.6     | 160.3    |
| カーブ         | 13.9 | 81.1     | 130.5    |          |          |
| チェンジアップ | 2.4  | 77.8     | 125.2    |          |          |
| シンカー       | 1.0  | 96.5     | 155.3    |          |          |

最速100.5mph（約161.7km/h）の快速球とカーブで打者を蹂躙する。

## 家族
高校でともにプレーしたアレクという双子の兄弟がおり、現在はパイロットとなっている。

## 詳細情報

### 年度別投手成績
| 年 度    | 球 団    | 登 板 | 先 発 | 完 投 | 完 封 | 無 四 球 | 勝 利 | 敗 戦 | セ 丨 ブ | ホ 丨 ル ド | 勝 率 | 打 者 | 投 球 回 | 被 安 打 | 被 本 塁 打 | 与 四 球 | 敬 遠 | 与 死 球 | 奪 三 振 | 暴 投 | ボ 丨 ク | 失 点 | 自 責 点 | 防 御 率 | W H I P |
| -------- | -------- | ----- | ----- | ----- | ----- | -------- | ----- | ----- | -------- | ----------- | ----- | ----- | -------- | -------- | ----------- | -------- | ----- | -------- | -------- | ----- | -------- | ----- | -------- | -------- | ------- |
| 2019     | CWS      | 14    | 14    | 0     | 0     | 0        | 4     | 7     | 0        | 0           | .364  | 326   | 73.0     | 78       | 15          | 35       | 1     | 2        | 81       | 4     | 0        | 51    | 47       | 5.79     | 1.55    |
| 2020     | CWS      | 12    | 12    | 0     | 0     | 0        | 5     | 4     | 0        | 0           | .556  | 255   | 58.1     | 50       | 12          | 34       | 1     | 5        | 44       | 1     | 0        | 30    | 26       | 4.01     | 1.44    |
| 2021     | CWS      | 32    | 32    | 1     | 1     | 1        | 13    | 7     | 0        | 0           | .650  | 708   | 165.2    | 139      | 20          | 68       | 0     | 9        | 226      | 13    | 2        | 77    | 72       | 3.91     | 1.25    |
| 2022     | CWS      | 32    | 32    | 1     | 1     | 0        | 14    | 8     | 0        | 0           | .636  | 747   | 184.0    | 126      | 16          | 78       | 2     | 3        | 227      | 7     | 1        | 55    | 45       | 2.20     | 1.11    |
| 2023     | CWS      | 33    | 33    | 0     | 0     | 0        | 7     | 9     | 0        | 0           | .438  | 784   | 177.0    | 172      | 19          | 79       | 3     | 9        | 214      | 14    | 0        | 98    | 90       | 4.58     | 1.42    |
| 2024     | SD       | 33    | 33    | 1     | 1     | 0        | 14    | 11    | 0        | 0           | .560  | 762   | 189.1    | 137      | 18          | 65       | 0     | 2        | 224      | 12    | 0        | 80    | 73       | 3.47     | 1.07    |
| MLB：6年 | MLB：6年 | 156   | 156   | 3     | 3     | 1        | 57    | 46    | 0        | 0           | .553  | 3582  | 847.1    | 702      | 100         | 359      | 7     | 30       | 1016     | 51    | 3        | 391   | 353      | 3.75     | 1.25    |

- 2024年度シーズン終了時
- 各年度の太字はリーグ最高

### 年度別守備成績
| 年 度 | 球 団 | 投手（P） | 投手（P） | 投手（P） | 投手（P） | 投手（P） | 投手（P） |
| 年 度 | 球 団 | 試 合     | 刺 殺     | 補 殺     | 失 策     | 併 殺     | 守 備 率  |
| ----- | ----- | --------- | --------- | --------- | --------- | --------- | --------- |
| 2019  | CWS   | 14        | 8         | 6         | 1         | 2         | .933      |
| 2020  | CWS   | 12        | 6         | 3         | 0         | 0         | 1.000     |
| 2021  | CWS   | 32        | 5         | 8         | 3         | 1         | .813      |
| 2022  | CWS   | 32        | 2         | 8         | 2         | 0         | .833      |
| 2023  | CWS   | 33        | 5         | 16        | 1         | 0         | .955      |
| 2024  | SD    | 33        | 10        | 17        | 0         | 0         | 1.000     |
| MLB   | MLB   | 156       | 36        | 58        | 7         | 3         | .931      |

- 2024年度シーズン終了時
- 各年度の太字はリーグ最高

### 表彰
- ピッチャー・オブ・ザ・マンス：2回（2022年6月・7月）
- オールMLBチーム[25]
  - セカンドチーム（先発投手）：2回（2022年、2024年）

### 記録
- オールスター・フューチャーズゲーム選出：1回（2018年）
- ノーヒットノーラン：1回（2024年7月25日、対ワシントン・ナショナルズ戦）

### 背番号
- 84（2019年 - ）